# Корзињано (Сијена)
Корзињано је насеље у Италији у округу Сијена, региону Тоскана.
Према процени из 2011. у насељу је живело 51 становника. Насеље се налази на надморској висини од 396 м.